# Pfarrkirche Walbersdorf

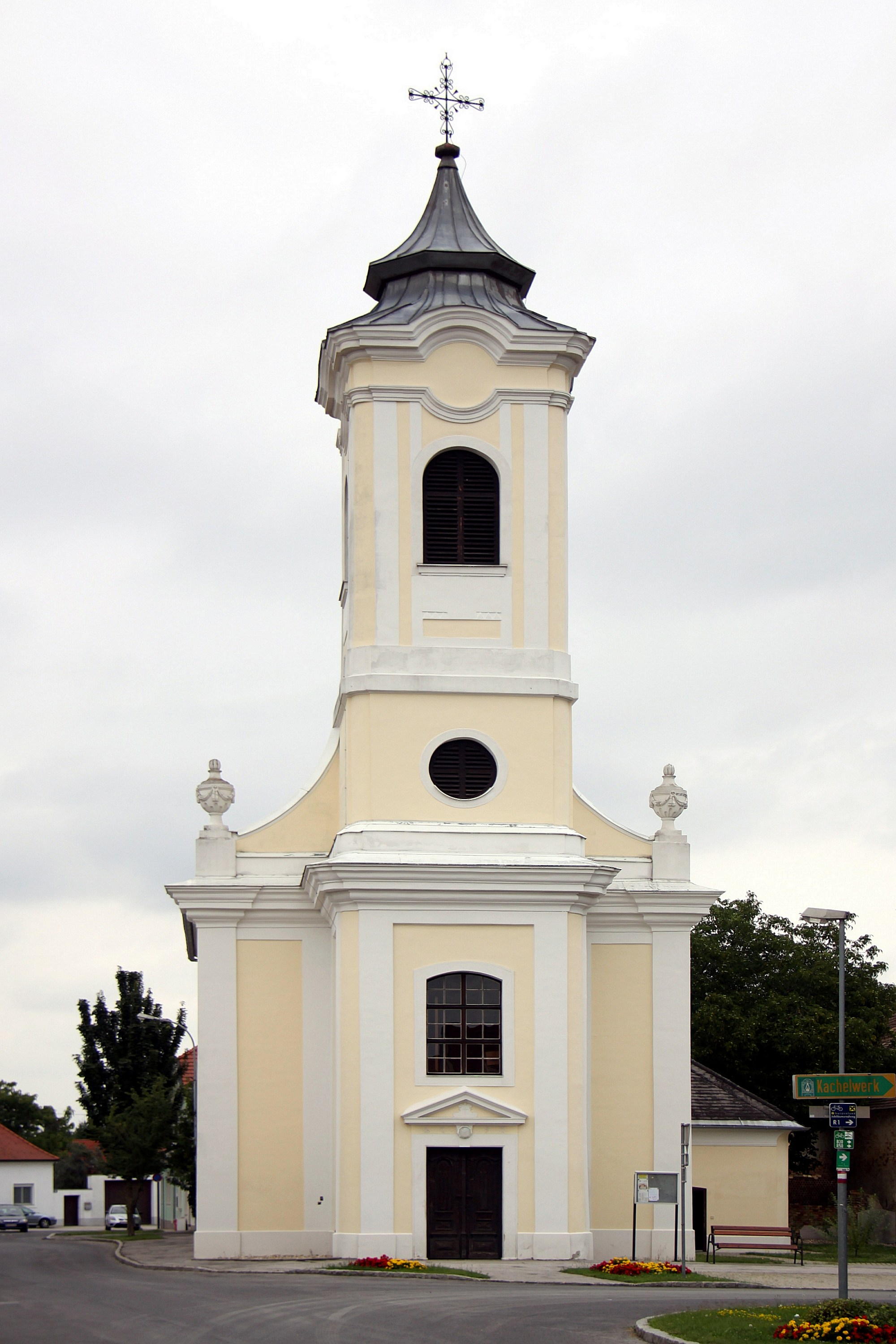
Katholische Pfarrkirche hl. Leonhard in Walbersdorf

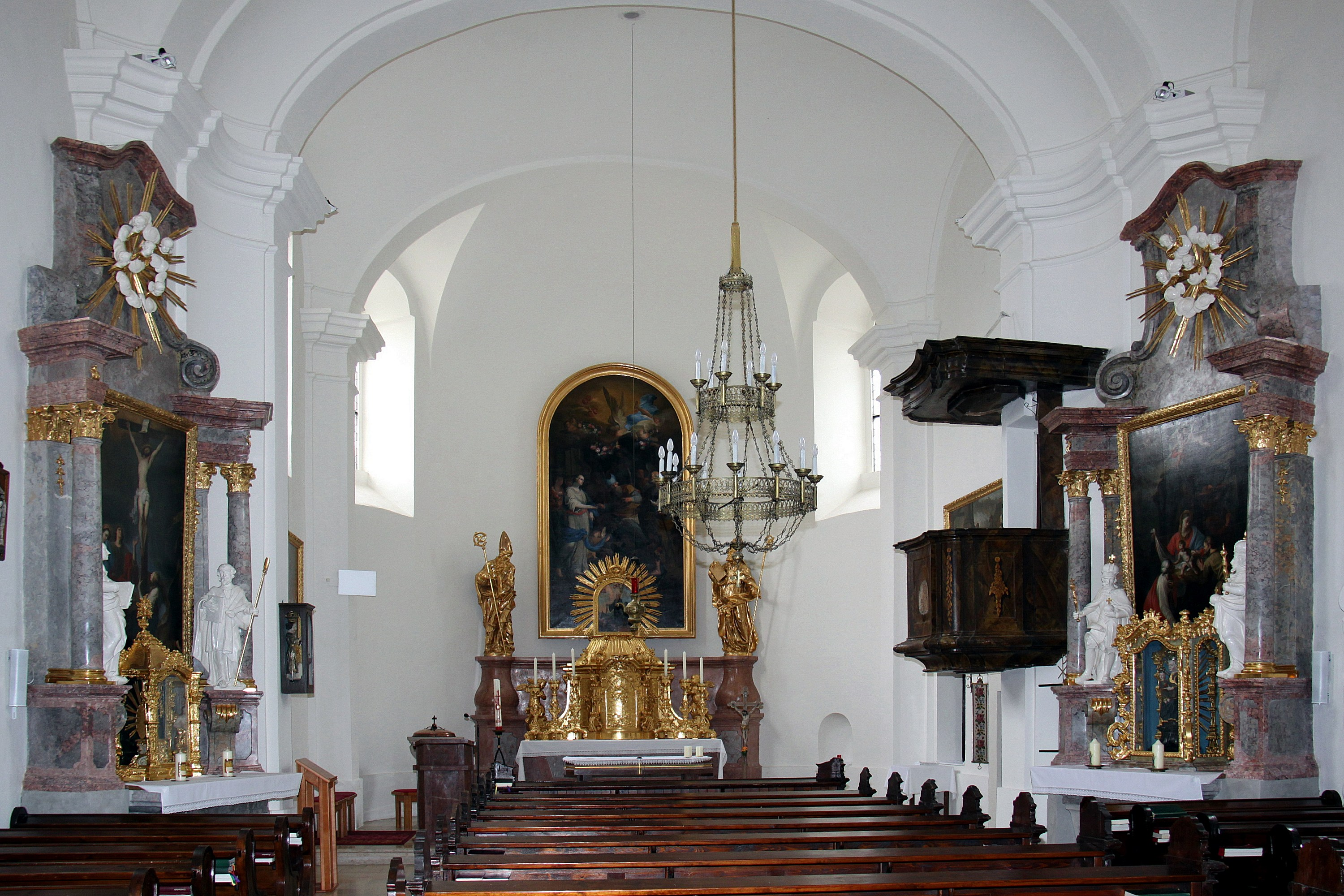
Innenansicht

Die römisch-katholische Pfarrkirche Walbersdorf steht in der Ortsmitte von Walbersdorf in der Gemeinde Mattersburg im Bezirk Mattersburg im Burgenland. Sie ist dem heiligen Leonhard von Limoges geweiht und gehört zum Dekanat Mattersburg in der Diözese Eisenstadt. Die Kirche steht unter Denkmalschutz (Listeneintrag).

## Geschichte
Die Pfarre Walbersdorf wurde bereits in vorreformatorischer Zeit errichtet und war zeitweise auch evangelisch. Die Kirche wurde in den Jahren 1794 bis 1797 errichtet. Der Bau des Kirchturmes erfolgte in den Jahren 1796 bis 1798. In den Jahren 1973 bis 1979 wurde die Kirche einer Gesamtrestaurierung unterzogen.

## Kirchenbau
Kirchenäußeres
Die Kirche ist ein spätbarocker Zentralbau mit Westturm. Vor der schmalen Giebelfassade ist ein an drei Seiten freistehender Kirchturm. Im Untergeschoß ist ein Giebelportal. Darüber ist ein kräftiges Hauptgesims. Über dem reich profilierten Kranzgesims ist ein pagodenförmiger Ziegelhelm. Das Kirchenschiff ist kurz und der Chor mit halbrunder Apsis ist eingezogen. An der Südseite des Chores ist eine Sakristei angebaut.
Kircheninneres
Über dem quadratischen Mitteljoch ist Platzlgewölbe, das auf gekehlten Pilastern ruht. Das Mitteljoch wird durch gekehlte Gurtbögen vom kurzen Emporen- wie auch vom Chorjoch abgesetzt. Die Westempore ist stützenlos und hat eine doppelt geschweifte Brüstung. Auf dieser ist in einer Kartusche mit der Inschrift „LA 1796“. Die Apsis ist schalengewölbt mit zwei Stichkappen.

## Ausstattung
Die Einrichtung wurde von Fürst Nikolaus II. Esterházy gestiftet. Die Altäre stammen aus dem aufgelassenen Augustinerinnenkloster und die Kanzel aus der Bergkirche in Eisenstadt. Der Hochaltar stammt aus der zweiten Hälfte des 18. Jahrhunderts. Auf der freistehenden Mensa steht ein Rokoko-Tabernakel, flankiert von sechs Leuchtern. Ein Ölbild in einem Strahlenrahmen den heiligen Leonhard. An der Wand ist ein großes Ölbild, das die „Vermählung Mariens“ darstellt. Dieses wird von zwei bemerkenswerten Holzfiguren flankiert, die zwei Kirchenväter darstellen. Die Seitenaltäre wurden in der zweiten Hälfte des 18. Jahrhunderts geschaffen. Sie bestehen aus Stuckwänden mit Gebälkkröpfen auf korinthischen Säulen. Auf dem linken Altarbild ist die „Kreuzigung Jesu“ dargestellt. Es wird von Figuren der Heiligen Joachim und Anna flankiert. Im Rokokotabernakel ist Reliquiar für einen Kreuzpartikel. Das rechte Seitenaltarbild zeigt die „Geburt Jesu“. Die Seitenfiguren stellen die heiligen Könige Stephanus und Ladislaus dar. In einer Rokokovitrine ist die Nachbildung des Mariazeller Gnadenbildes aufgestellt.
Die Kanzel stammt aus der zweiten Hälfte des 18. Jahrhunderts. Auf dem Korb ist ein Relief des „Guten Hirten“. Auf dem Schalldeckel ist die Statue eines Bischofs. Der Taufstein wurde Ende des 18. Jahrhunderts geschaffen. In einer Vitrine unter der Empore befindet sich die Kopie des „Prager Jesulein“. An den Chorjochwänden hängen zwei Ölbilder vom Ende des 18. Jahrhunderts. Eines zeigt die „Anbetung der Könige“, das andere das „Letzte Abendmahl“.
Die Orgel aus 1904 wurde von Eduard Kanitsch aus Wiener Neustadt gefertigt.